# 중흥 (서연)
중흥(中興)은 중국 서연(西燕) 모용영(慕容永)의 연호이자 서연의 마지막 연호이다. 386년 10월에서 394년 8월까지 7년 11개월 동안 사용하였다. 386년 10월, 모용영은 후연(後燕)으로부터 독립하여 개원하였다. 394년 8월에 후연에게 멸망당하면서 폐지되었다.
같은 시기에 사용된 다른 연호로는 동진(東晉)에서 사용한 태원(太元 : 376년 ~ 396년), 전진(前秦)에서 사용한 태안(太安 : 385년 ~ 386년), 태초(太初 : 386년 ~ 394년), 연초(延初 : 394년), 후연(後燕)에서 사용한 건흥(建興 : 386년 ~ 396년), 후진(後秦)에서 사용한 건초(建初 : 386년 ~ 394년), 황초(皇初 : 394년 ~ 399년), 서진(西秦)에서 사용한 건의(建義 : 385년 ~ 388년), 태초(太初 : 388년 ~ 400년), 후량(後凉)에서 사용한 태안(太安 : 386년 ~ 389년), 인가(麟嘉 : 389년 ~ 396년), 적위(翟魏)에서 사용한 건광(建光 : 388년 ~ 391년), 정정(定鼎 : 391년 ~ 392년), 북위(北魏)에서 사용한 등국(登國 : 386년 ~ 396년)이 있다.

## 연대대조표
| 태초                | 원년                           | 2년        | 3년                 | 4년                 | 5년        | 6년                 | 7년        | 8년        | 9년                 |
| 서력                | 386년                          | 387년      | 388년               | 389년               | 390년      | 391년               | 392년      | 393년      | 394년               |
| 육십간지 (六十干支) | 병술(丙戌)                     | 정해(丁亥) | 무자(戊子)          | 기축(己丑)          | 경인(庚寅) | 신묘(辛卯)          | 임진(壬辰) | 계사(癸巳) | 갑오(甲午)          |
| 동진 (東晉)         | 태원(太元) 11년                | 12년       | 13년                | 14년                | 15년       | 16년                | 17년       | 18년       | 19년                |
| 전진 (前秦)         | 태안(太安) 2년 태초(太初) 원년 | 2년        | 3년                 | 4년                 | 5년        | 6년                 | 7년        | 8년        | 9년 연초(延初) 원년 |
| 후연 (後燕)         | 건흥(建興) 원년                | 2년        | 3년                 | 4년                 | 5년        | 6년                 | 7년        | 8년        | 9년                 |
| 후진 (後秦)         | 건초(建初) 원년                | 2년        | 3년                 | 4년                 | 5년        | 6년                 | 7년        | 8년        | 9년 황초(皇初) 원년 |
| 서진 (西秦)         | 건의(建義) 2년                 | 3년        | 4년 태초(太初) 원년 | 2년                 | 3년        | 4년                 | 5년        | 6년        | 7년                 |
| 후량 (後凉)         | 태안(太安) 원년                | 2년        | 3년                 | 4년 인가(麟嘉) 원년 | 2년        | 3년                 | 4년        | 5년        | 6년                 |
| 적위 (翟魏)         | -                              | -          | 건광(建光) 원년     | 2년                 | 3년        | 4년 정정(定鼎) 원년 | 2년        | -          | -                   |
| 북위 (北魏)         | 등국(登國) 원년                | 2년        | 3년                 | 4년                 | 5년        | 6년                 | 7년        | 8년        | 9년                 |

## 같이 보기
- 다른 왕조의 같은 연호
  - 제(齊) 중흥(501년 ~ 502년)
  - 북위(北魏) 중흥(531년 ~ 532년)
  - 남당(南唐) 중흥(958년)
- 중국의 연호

| 이전 연호 건무(建武) | 중국의 연호 서연(西燕) | 다음 연호 - |